# Верховный суд Коморских Островов
Верхо́вный су́д Комо́рских Острово́в (фр. Cour Suprême de l'union des Comores) — высший судебный орган в Союзе Коморских Островов. Он рассматривает уголовные, гражданские, социальные, административные и финансовые дела. Расположен в столице страны Морони.
Деятельность Верховного суда имеет два отдельных друг от друга направления. Первая часть, которого заключается в рассмотрении в кассационном порядке решений нижестоящих судов по гражданским, коммерческим, социальным и уголовным делам. Вторая — осуществление финансового контроля в качестве счётной палаты.
Решения Верховного суда окончательны и носят прямое действие.
В случае привлечения Президента, Вице-Президента или членов правительства к ответственности Верховный суд заседает в качестве Высшего суда правосудия (государственного трибунала).